# Królestwo Zielonej Polany
Królestwo Zielonej Polany – polski pełnometrażowy film animowany fantasy z 1994 roku o tematyce proekologicznej.

## Fabuła
Film opowiada o małym chłopcu – Marku, który z wroga przyrody staje się jej oddanym przyjacielem. Gdy chłopiec przyjeżdża do lasu ze szkolną wycieczką szybko odłącza się od reszty dzieci, dając upust swojej fantazji. Niszczy mrowisko, kaleczy nożem drzewo, usiłuje złapać pająka. Kiedy się nie udaje, zaczyna gonitwę za motylem. Marek nie wie, że pod tą postacią ukrywa się książę białej i czarnej magii. Chcąc ukarać niesfornego Marka, czarownik zmniejsza chłopca do rozmiarów owada. Chłopiec musi nauczyć się żyć w zupełnie nowych warunkach. Marek przeżywa serię niesamowitych przygód, które uświadamiają mu, że niszczenie przyrody to wielkie zło. W świecie leśnej polany znajduje przyjaciół, którzy w podzięce za pomoc w walce ze złymi ludźmi, ofiarowują mu eliksir. Po wypiciu eliksiru Marek powraca do swojej dawnej postaci.

## Wersja polska
Film został wydany na VHS.
Udźwiękowienie: Telewizyjne Studia Dźwięku

Reżyser: Barbara Sołtysik

Operator: Jerzy Rogowiec

Efekty: Marian Sekuła

Montaż: Danuta Rajewska

Kierownik produkcji: Dorota Suske-Bodych

Wystąpili:
- Hanna Kinder-Kiss – Marek
- Jerzy Bończak – Reporter
- Krzysztof Jędrysek – Krzyżak
- Tomasz Preniasz-Struś – bratanek Krzyżaka
- Ryszard Nawrocki – kapitan mrówek
- Adam Biedrzycki –
  - Motyl,
  - Osa #3
- Wojciech Alaborski
- Włodzimierz Press –
  - Giez,
  - Osa #1,
  - Osa #2,
  - Komar
- Katarzyna Łaniewska –
  - pani Biedronka,
  - Królowa Zielonej Polany,
  - nauczycielka
- Barbara Sołtysik – pani Stonoga
- Paweł Kozłowski
- Włodzimierz Nowakowski – Pasikonik
- Andrzej Bogusz –
  - kapral mrówek,
  - Skoczek
- Wiesław Bednarz

## Nagrody filmowe
- 1994 – Krzysztof Kiwerski Dębica (OFFA dla Dzieci) Nagroda Główna "Oskarek"
- 1996 – Krzysztof Kiwerski Poznań (FF dla Dzieci) Nagroda za reżyserię